# Wassersport-Verein Süderelbe
Der Wassersport-Verein Süderelbe von 1921 e.V. (WVS) ist ein Kanusportverein in Hamburg-Harburg. Mitglieder des WVS üben Kanusport in allen Variationen (Kanuwandern, Seekajak, Wildwasser, Kanupolo) aus. In der Sportart Wildwasserrennsport hat der WVS in den letzten Jahren zahlreiche nationale und internationale Meisterschaften erringen können und gehört damit zu den erfolgreichsten Vereinen in dieser Sportart. Aktuelle internationale Erfolge sind 2007 der doppelte Vize-Europameisterschaftstitel von Florian Wohlers sowie 2009 bei den Junioren-Weltmeisterschaften Gold im Zweier-Canadier durch Mirko Plate und Paul Weber sowie Bronze im Einer-Canadier durch Jasper Eckert.

## Lage
Das Vereinsgelände des WVS liegt an der Süderelbe bei Flusskilometer 615, flussab gesehen rechts hinter der Alten Harburger Elbbrücke.
Am Bootshaus des WVS findet sich eine DKV-Kanustation, die Übernachtungsmöglichkeiten beim Wasserwandern bietet.

## Geschichte
Der WVS wurde 1921 zunächst als Wassersport-Verein Aussenmühle gegründet. Noch heute besteht ein zweites Bootshaus am Harburger Aussenmühlenteich, das jetzt der Jugendgruppe und der Kanupolo-Gruppe als Basis dient. Erste Wanderfahrten wurden von dort aus unternommen, indem die selbst konstruierten Boote aus Holz und Segeltuch per Handwagen zur Seeve transportiert wurden. Über eine Kooperation mit Harburger Seglern erfolgte der Schritt zur Elbe, wo 1927 ein Bootshaus errichtet wurde. 1930 erfolgte dann die Umbenennung in WV Süderelbe. Mehrere Bootshausbauten aus verschiedenen Gründen (Brückenneubauten, Kriegsschäden, Vergrößerung) folgten. Das aktuelle Bootshaus Süderelbe wurde 1981/82 errichtet.

## Die 1. Vorsitzenden
- 1921 - 1986               folgt
- 1987 - 1996               Hans-Michael Loepthien
- seit 1997                 Thomas Wolenski

## Sportler
Mehr als 200 Deutsche Meistertitel und 23 Weltmeistertitel konnten Kanuten des WVS erreichen.
Ehemalige international erfolgreiche Sportler:
- Ernst Libuda (45-facher Deutscher Meister)
- Hermann Roock / Norbert Schmidt
- Brigitte Schmidt (geb. Gödecke)
- Florian Wohlers (2007 u. a. Deutscher Meister und zweifacher Vize-Europameister)
- Lars Walter
- Johannes Wohlers

Aktive international erfolgreiche Sportler:
- Mirko Plate
- Paul Weber